# Perico (Argentyna)
Perico – miasto w Argentynie leżące w prowincji Jujuy.
Według spisu z roku 2001 miasto liczyło 36 320 mieszkańców.
Perico założone zostało 29 października 1813 roku.
Miasto jest siedzibą klubu piłkarskiego Talleres.